# Frances Conroy
Frances Conroy (rođ.13. studenog 1953.) je američka glumica. Najpoznatija je po ulozi Ruth Fisher u HBO-ovoj televizijskoj seriji Dva metra pod zemljom. Za nastup u toj seriji osvojila je mnoga priznanja kritičara i nekoliko nagrada, uključujući Zlatni globus i tri nagrade Udruženja holivudskih glumaca. Široj publici također je poznata po ulozi Moire O'Hare u televizijskoj mini-seriji Američka horor priča za koju je nominirana za svoju prvu nagradu Saturn u kategoriji najbolje sporedne glumice u televizijskoj seriji, a za istu je ulogu također nominirana i za prestižnu televizijsku nagradu Emmy u kategoriji najbolje sporedne glumice u mini-seriji ili TV-filmu. Conroy je zatim u ostalim sezonama (Ludnica, Vještičja družba, Cirkus nakaza, Roanoke) igrala uloge Anđela Smrti, Myrtle Snow, Gloriu Mott te Mamu Polk. Za nastup u Vještičjoj družbi nominirana je za najbolju glumicu u mini-seriji ili TV-filmu.
U prvoj sezoni serije Bez obveza, utjelovila je Dawn, ulogu koja joj je donijela nominaciju za Zlatni Globus. U 2017., započela je glumiti lik Nathalie Raven u TV-seriji Magla.

## Rani život
Frances Conroy rođena je u gradu Monroe, država Georgia. Njezini otac i majka bili su poduzetnici. Tijekom školske godine 1971./72. pohađala je koledž Dickinson u Carlisleu, država Pennsylvania gdje je bila članicom Mermaid Players i nastupala u sveučilišnim kazališnim predstavama. Preselila se u New York kako bi nastavila sa studijem drame u Neighborhood Playhouse i na Julliardu. U razdoblju od 1973. do 1977. godine bila je članicom Julliardove dramske grupe 6 koja je također uključivala i poznata imena poput Kelseyja Grammera, Harriet Sansom Harris i Robina Williamsa.

## Karijera
Tijekom 70-ih godina prošlog stoljeća, Conroy je regularno nastupala s regionalnim putujućim kazališnim kompanijama (od kojih je napoznatija bila The Acting Company), a također je glumila i Dezdemonu u produkciji Othella kazališta Delacort gdje je nastupala s Richardom Dreyfussom i Raulom Juliom. Jedan od njezinih prvih filmskih nastupa bio je onaj u kojem glumi šekspirijansku glumicu u klasiku Manhattan, redatelja Woodyja Allena iz 1979. godine. Godine 1980. ostvarila je hvaljeni glumački debi na Broadwayju u predstavi The Lady From Dubuque Edwarda Albeeja. Sljedeća dva desetljeća uglavnom je posvetila kazališnim nastupima, pojavljujući se u predstavama kao što su Our Town, The Little Foxes i The Ride Down Mt. Morgan, osvojivši jednu nagradu Tony i četiri nominacije za Drama Desk. Manju filmsku ulogu imala je 1984. godine u romantičnoj drami Falling in Love.
Godine 1992. Conroy postaje prijateljica s piscem kazališnih komada Arthurom Millerom što ju dovodi do nastupa u njegovim brojnim produkcijama kako u kazalištu tako i na malim ekranima. Tijekom tog perioda također se pojavljuje i u mini-serijama te filmovima snimljenim direktno za televiziju; upoznaje i svog budućeg supruga, glumca Jana Munroea.
Široj publici Frances Conroy najpoznatija je po svom nagrađivanom radu u HBO-ovoj dramskoj seriji Dva metra pod zemljom u kojoj je glumila emotivnu glavu obitelji Ruth Fisher. Za svoj rad na seriji Conroy je čak četiri puta (od pet sezona) bila nominirana za prestižnu televizijsku nagradu Emmy, a za istu je ulogu osvojila Zlatni globus i čak tri nagrade Udruženja holivudskih glumaca.
Godine 2008. ostvarila je gostujuću ulogu u ABC-jevoj televizijskoj seriji Kućanice kao Virginia Hildebrand, bogata žena koja pokušava "kupiti" ljubav obitelji Solis. Ali, Gabrielle Solis (Eva Longoria) odbija ju unatoč tome što je htjela naslijediti njezino bogatstvo.
Godine 2010. Conroy je glumila Madylyn, suprugu Jacka Mabreyja (Robert De Niro) u trileru Stone redatelja Johna Currana. Iste godine glumila je Peggy Haplin u ABC-jevoj dramskoj seriji Happy Town koja nije dugo emitirana na malim ekranima, a koju su kreirali Josh Appelbaum, Andre Nemec i Scott Rosenberg.
Frances Conroy nastupila je u prvoj sezoni mini-serije Američka horor priča u kojoj je glumila ostarjerlu kućanicu Moiru O'Haru. Za svoju je ulogu bila nominirana za nagrade Saturn i Emmy u kategoriji najbolje sporedne glumice u mini-seriji. U rujnu 2012. godine, jedan od kreatora serije Ryan Murphy putem svog Twitter profila najavio je da će se Conroy vratiti u drugoj sezoni. U drugoj sezino serije Američka horor priča: Ludnica glumila je anđela smrti . U trećoj sezoni serije Američka horor priča: Vještičja družba utjelovila je lik glavne žene u vijeću vještica. 

## Vanjske poveznice
- Frances Conroy u internetskoj bazi filmova IMDb-u (engl.)